# Dolichopus qinghensis
Dolichopus qinghensis är en tvåvingeart som beskrevs av Zhang, Yang och Patrick Grootaert 2004. Dolichopus qinghensis ingår i släktet Dolichopus och familjen styltflugor. Inga underarter finns listade i Catalogue of Life.